# Tang Lung Chau
Tang Lung Chau (Chinees: 燈籠洲) is een klein onbewoond eiland gelegen voor de zuidkust van Ma Wan ten noordwesten van het eiland Hongkong, het zuidelijke deel van de stad Hongkong. Het maakt bestuurlijk deel uit van het district Tsuen Wan.
De vuurtoren van Tang Lung Chau en het voormalige huis van de lichtwachter, eveneens gelegen op Tang Lung Chau, werden op 29 december 2000 tot monument verklaard. De vuurtoren, ook bekend als de Kap Singvuurtoren, werd op 29 april 1912 in gebruik genomen en is een van de vijf overgebleven vooroorlogse vuurtorens in Hong Kong. Het is een skeletstalen toren van 11,8 meter hoog, met een witte lantaarn erop. De stalen toren en lichtapparatuur werden vanuit Engeland overgebracht. Tegenwoordig is de vuurtoren onbemand en geautomatiseerd.
In het bakstenen wachtershuis bevindt zich een slaapkamer, keuken, een eenvoudige wc en een berging. Er was indertijd geen bron- of zoetwatervoorziening op het eiland. Hierdoor was de lichtwachter van de vuurtoren genoodzaakt gebruik te maken van regenwater, dat van het dak werd opgevangen en vervolgens naar een ondergrondse tank werd geleid.

## Galerij

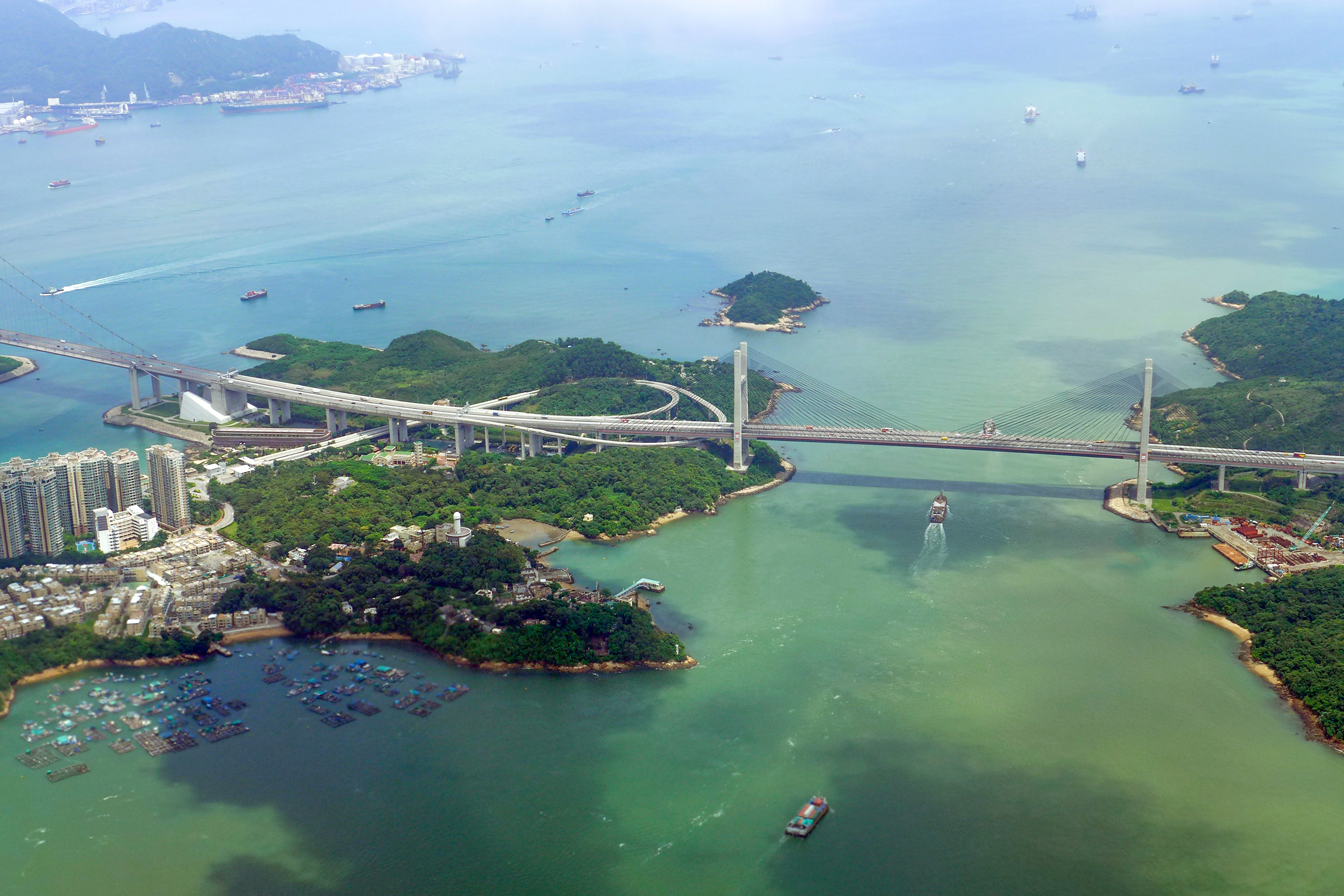
Het eiland gezien vanaf Ma Wan.
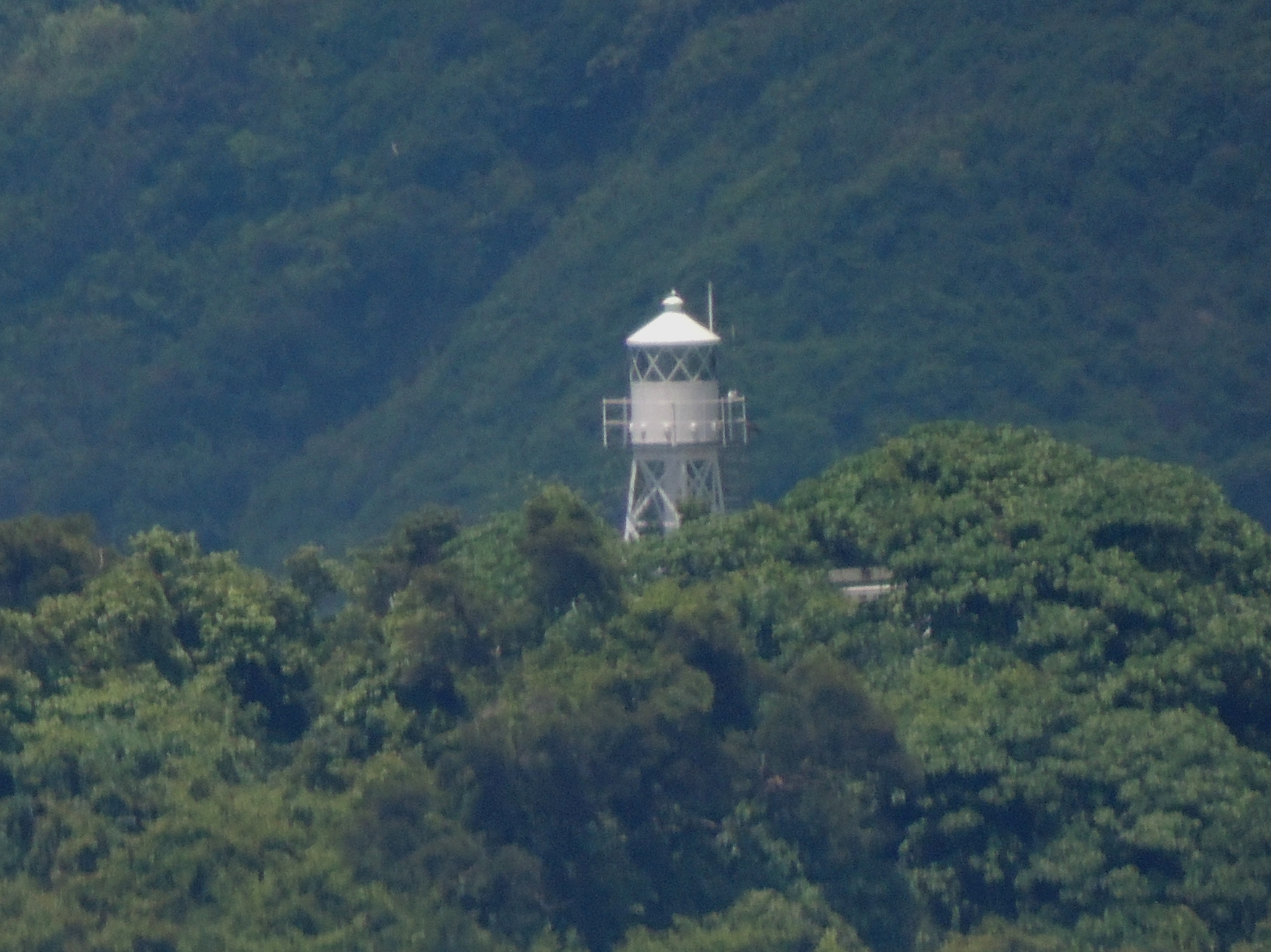
De Kap Singvuurtoren.